# 村井醸造
村井醸造株式会社（むらいじょうぞう）は、茨城県桜川市真壁町真壁に本社および工場を置く日本酒メーカー。現在の蔵元は12代目の村井重司。

## 歴史
延宝年間（1673年～1680年）、近江日野商人の村井重助は関八州や奥州各地に上方の商品を運ぶための中継地点として、常陸国真壁に醤油・味噌販売の店を構えた。これは近江日野商人が関八州（関東地方）に出店した最も古い記録である。なお、同じく真壁にある西岡本店も天明2年（1782年）に近江日野商人の西岡半右衛門が創業した酒蔵である。

## 特色

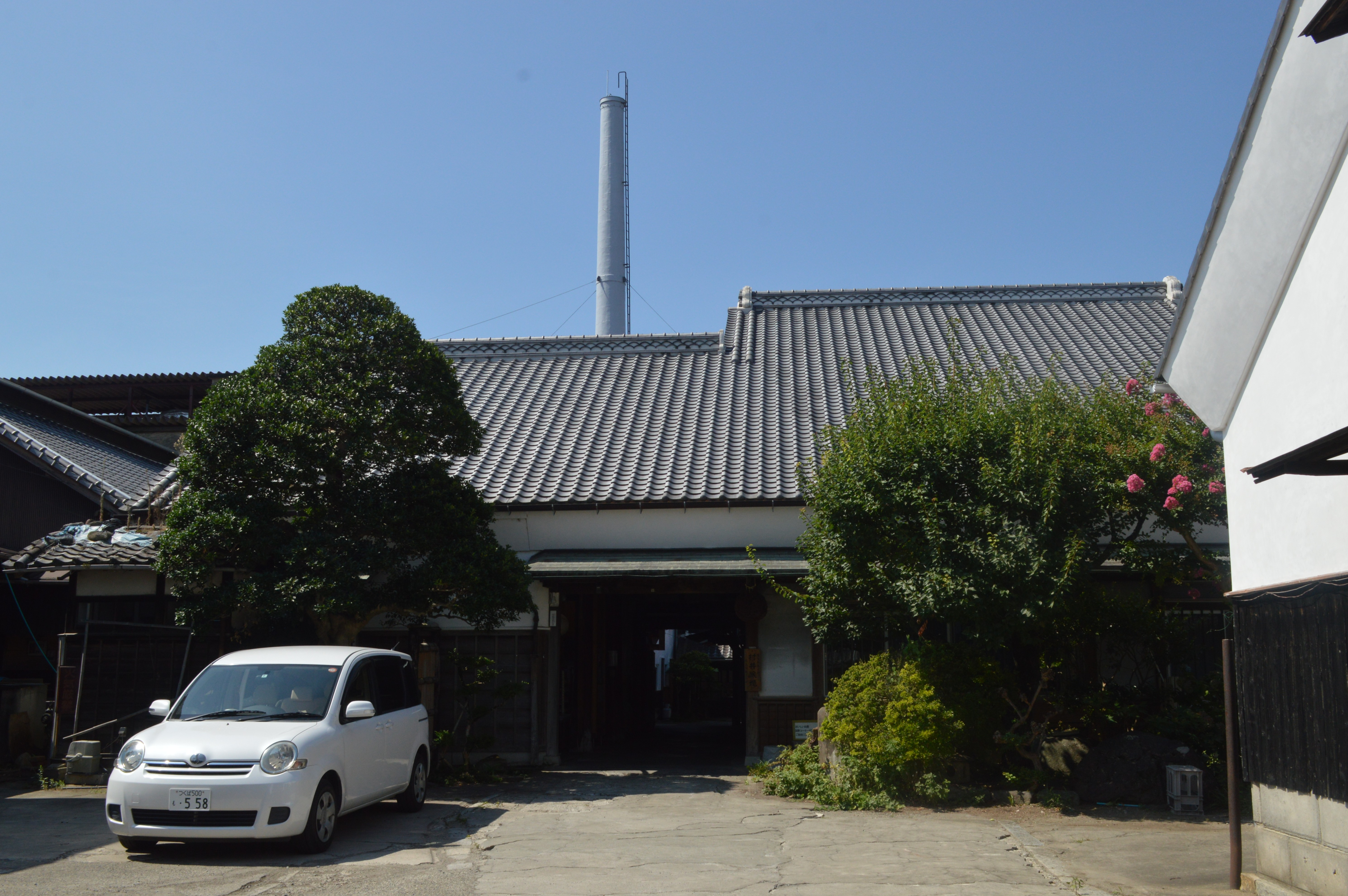
店舗

### 杜氏
もとは越後杜氏が杜氏を務めていた。1874年（明治7年）生の越後杜氏である戸田鶴太郎は村井醸造の発展に大きく寄与し、1924年（大正13年）7月には当主の村井重助によって戸田鶴太郎の記念碑が建立された。現在は南部杜氏が杜氏を務めている。

### 仕込み水・原料米
仕込み水としては、筑波山系に降り注いだ雨水が御影石によって濾過された伏流水を、井戸から汲み上げて使用している。原料米は山田錦やひたち錦など。

### 銘柄
もともとの銘柄は「公明正宗」だったが、戦後に「公明」に改称した。公明（コーメー）は「米（コメ）」に通じるとして名付けられた。1992年（平成4年）の級別廃止以前には甘口がもてはやされる時代もあったが、村井醸造はかたくなに辛口にこだわった。

## 商品
- 「公明」
  - 純米大吟醸
  - 大吟醸
  - 純米吟醸
  - 本醸造
  - 生酒
  - 生貯蔵酒
  - 上撰

- その他
  - 純米酒 真壁
  - 特別純米酒ピュア茨城
  - にごり酒

## 建築物

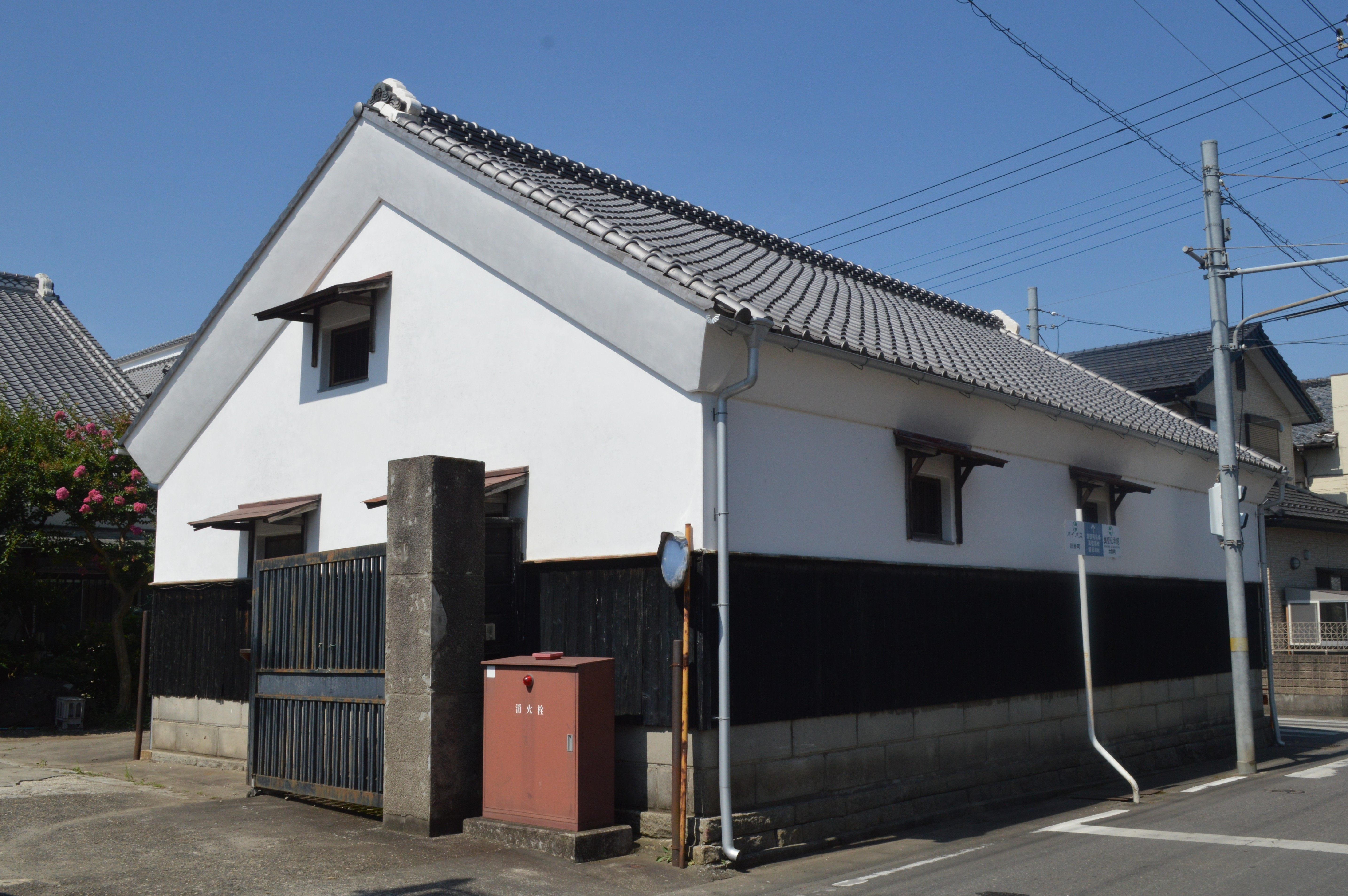
脇蔵

脇蔵・石蔵・店舗・煙突の4件が登録有形文化財に登録されている。
村井醸造脇蔵
登録年月日:2000年（平成12年）12月4日、種別:産業2次/建築物、登録基準:国土の歴史的景観に寄与しているもの。
年代:1902年（明治35年）以前建築、土蔵造2階建、瓦葺、建築面積105m2。
村井醸造石蔵
登録年月日:2000年（平成12年）12月4日、種別:産業2次/建築物、登録基準:造形の規範となっているもの。
年代:大正時代建築、木造2階建、瓦葺、建築面積145m2。
村井醸造店舗
登録年月日:2004年（平成16年）11月8日、種別:産業2次/建築物、登録基準:国土の歴史的景観に寄与しているもの。
年代:明治初期建築、土蔵造2階建、瓦葺、建築面積231m2。
村井醸造煙突
登録年月日:2004年（平成16年）11月8日、種別:産業2次/建築物、登録基準:国土の歴史的景観に寄与しているもの。
年代:昭和初期建築、鉄筋コンクリート造、高さ22m。

## 交通
- JR水戸線新治駅から車で25分

## 関連文献
- 小西泰次郎著『茨城県工業用水源地域調査報告 関東東部地域調査第3報』「良区用水組合 村井醸造株式会社」産業技術総合研究所地質調査総合センター、1960年